# Bulbophyllum baladeanum
Bulbophyllum baladeanum är en orkidéart som beskrevs av Johannes Jacobus Smith. Bulbophyllum baladeanum ingår i släktet Bulbophyllum och familjen orkidéer.
Artens utbredningsområde är Nya Kaledonien. Inga underarter finns listade i Catalogue of Life.